# Butifarra dulce

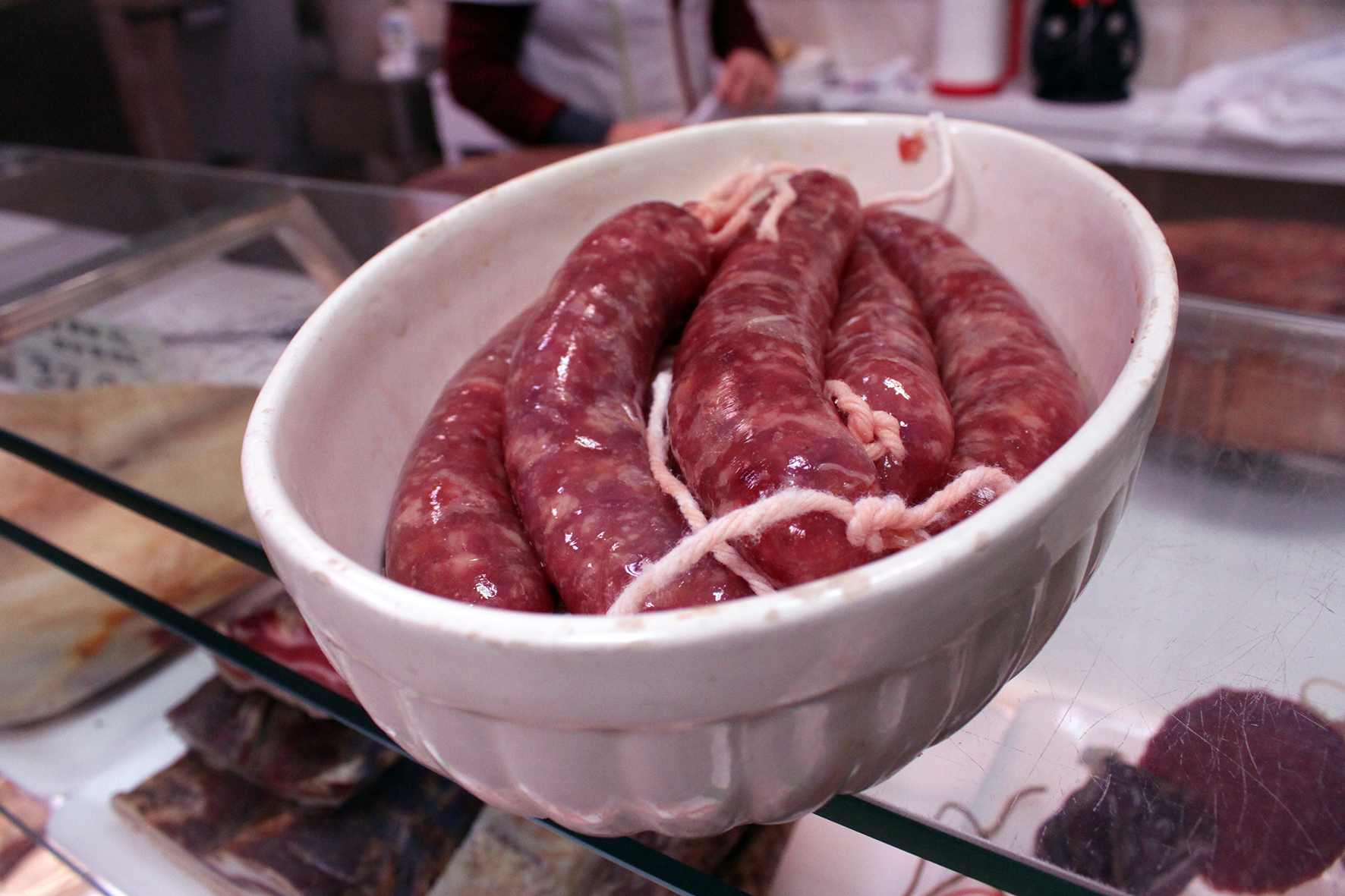
Butifarra dulce.

La butifarra dulce (botifarra dolça) es un embutido característico del Ampurdán. Tanto se puede presentar cruda como seca. Actualmente está fuertemente arraigada en las comarcas del Ampurdán, Garrocha, Gironés, Pla de l'Estany y la Selva. Antiguamente era uno de los embutidos que se producía durante la matanza del cerdo en  las masiás del labrador del Ampurdán, pero actualmente es básicamente un producto artesano elaborado durante todo el año.
Para elaborar la butifarra dulce se usa: carne magra cruda de cerdo, azúcar, piel de limón, sal y opcionalmente canela. El resultado es una butifarra de color rosado y muy reluciente cuando es cruda, y un color rosado grisáceo cuando se deja secar. Se consume habitualmente seca, a pesar de que los platos con la morcilla cruda todavía se mantienen: confitada con manzana, a la brasa, frita, ... se acostumbra a acompañar con tostadas de pan caramelizadas.

## Receta
Existen muchísimas fórmulas de cocer la butifarra dulce: cazuela de tierra, sartén, horno o a la brasa. Para cocerlas primero se tienen que pinchar ligeramente para que no se desgarren, se ponen en un recipiente,  cubiertas de agua, con una cucharada de azúcar por morcilla, una rama de canela y cáscara de limón. Se deja cocer  a fuego lento hasta que el agua se reduce y  queda  espesa como un almíbar o una miel clara. En este momento se  echa el pan tostado, se remueve un poco y se sirve. 
Variantes: En lugar de hervir con agua y azúcar, se puede sustituir por vino dulce, tipo moscatel, garnatxa, mistela, etc. De acompañamiento además de tostadas caramelitzades, a media cocción se  pueden añadir trozos de manzana. Si son hechos a la brasa, se envuelven con papel de plata. Se tienen que cocer muy lentamente para que la morcilla no se rompa.
En el pueblo de Salitja, a caballo de la Selva y el Gironés, se celebra la Feria Fiesta de la Morcilla Dulce dónde por un día es protagonista la morcilla dulce, un embutido que genera tanto detractores como adictos.

## Marca de garantía Productos de l'Empordà

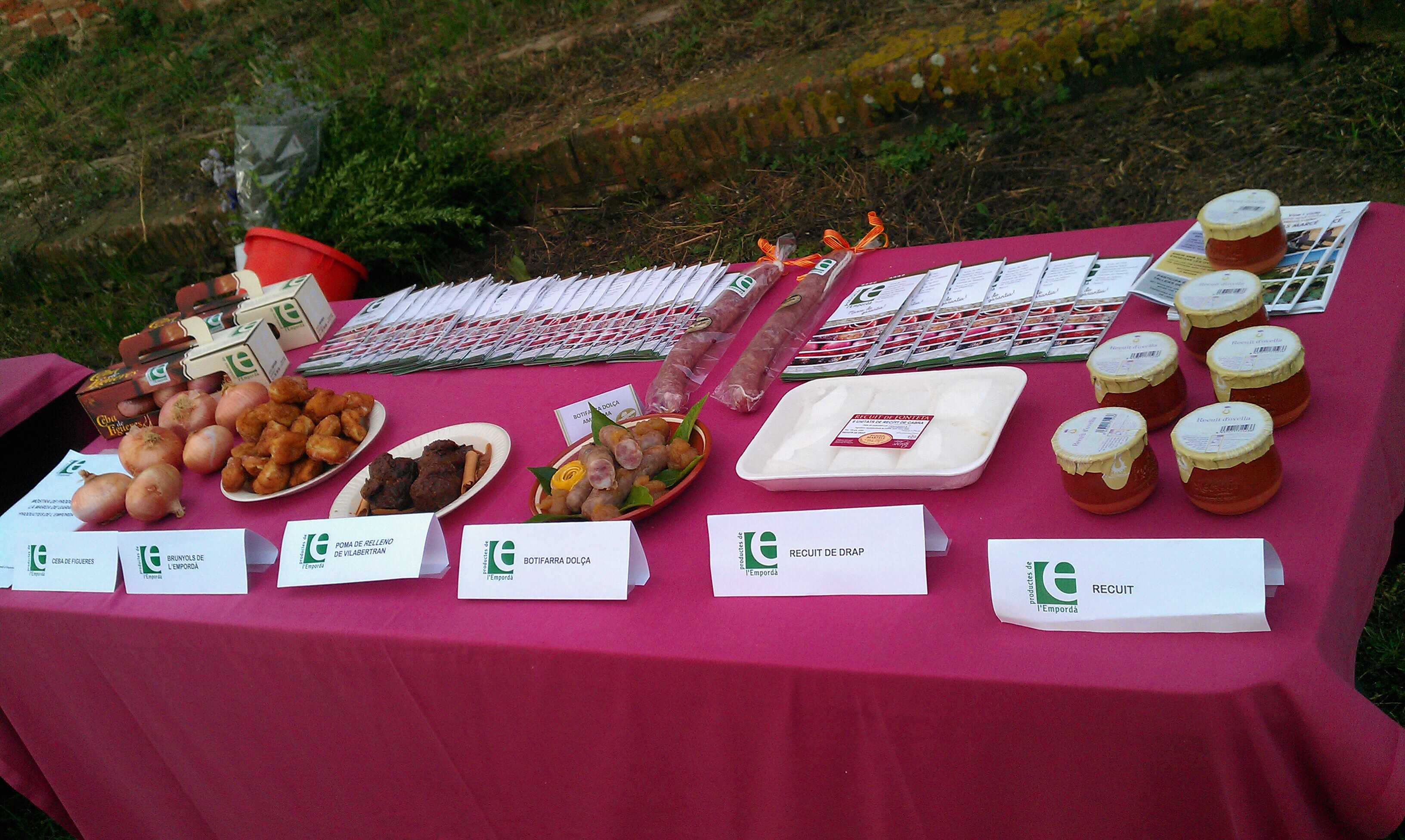
Mesa con todos los alimentos Marca de Garantía Productos de l'Empordà.

La butifarra dulce es un producto adherido a la Marca de garantía Productos de l'Empordà. Las carnicerías adheridas a Productos de l'Empordà tienen que superar periódicamente los controles de un laboratorio alimentario que  certifica la calidad en las diferentes fases del producto para recibir la certificación.
Es un sello alimentario que tiene por objetivo personalizar y reconocer los productos propios de l'Empordà y ayudar a promocionar su comercialización. Este distintivo certifica la calidad y el origen ampurdanés del producto.